# Georges Grenu
Georges Grenu (* im Juni 1925 in Tourcoing; † 23. Juli 2013 in Blois) war ein französischer Jazz-Saxophonist (auch Flöte und Klarinette).

## Leben und Wirken
Grenu spielte erstmals mit 13 Jahren Klarinette; 1943 begann er als Musiker zu arbeiten. Er diente während des Zweiten Weltkriegs im 1er Régiment d’Infanterie in Bourges, bevor er sich dem Maquis gegen die deutsche Besatzung in Aubigny-sur-Nere (Cher) anschloss. In der Nachkriegszeit spielte er in Jazzorchestern im Norden Frankreichs und in Belgien, bevor er 1946 nach Paris zog. Dort spielte er im Orchester von Fernand Clare, dann bei Aimé Barelli und Jacques Hélian, mit dem Aufnahmen entstanden. Grenu trat außerdem im Pariser Moulin Rouge und im Cabaret Nouvelle Eve, außerdem als Musiker im Fernsehen und Filmen wie J'irai cracher sur vos tombes (mit Alain Goraguer, 1959) und in L’eau à la Bouche (1960). Er ersetzte Bobby Jaspar in der Jazz Groupe de Paris um André Hodeir (Album Le Jazz Groupe de Paris joue André Hodeir, 1956). Unter eigenem Namen nahm er den Titel Cadbury the Bird auf, außerdem wirkte er bei Aufnahmen von Benny Vasseur (1956), Martial Solal (1956/57), Armand Migiani (1956), Christian Chevallier, Eddie Barclay (1957/58), Kenny Clarke (1959), Pierre Michelot (1963), Boulou Ferré (1964), Ivan Jullien (1968) und Jean-Claude Naude (1971) mit. Ferner spielte er bei Quincy Jones, Duke Ellington sowie mit Thelonious Monk und Elek Bacsik. Neben dem Jazz arbeitete Grenu mit Sängern wie Georges Guétary, Johnny Hallyday (1961) und gehörte dem Orchester des Olympia an.
In den 1970er-Jahren arbeitete Grenu in verschiedenen Studio-Orchestern, u. a. bei Lucien Lavoute (1970/71), Roger Simon (1973), ferner begleitete er Gilbert Bécaud, Charles Aznavour, Claude François, Jeanne Moreau, Jacques Brel, Liza Minnelli und Sammy Davis Junior. Ab
1987 lebte er in Cagnes-sur-Mer, wo er mit Roger Guérin spielte; 2007 zog er nach Saint-Aignan (Loir-et-Cher). Im Jazz Club de Tours trat er mit einem eigenen Quintett auf. Im Bereich des Jazz war er zwischen 1954 und 1983 an 56 Aufnahmesessions beteiligt, u. a. mit Sacha Distel, Claude Bolling, Raymond Fol, Maxim Saury, Bill Coleman, Marcel Bianchi und Jean-Claude Naude.